# 圣潘捷列伊蒙教堂
圣潘捷列伊蒙教堂（希臘語：Ναός Αγίου Παντελεήμονα）是一座拜占庭晚期教堂，位于希腊塞萨洛尼基，已被联合国教科文组织列为世界遗产。
该教堂位于老城区的东部，靠近加莱里乌斯拱门，在Iasonidou街和Arrianou街的交界处。
该教堂建于拜占庭帝国后期，在奥斯曼帝国时代，1548年，它被改为易斯哈格（以撒）清真寺（Ishakiye Camii）。1912年奥斯曼帝国统治结束以后，恢复东正教堂的身份，供奉圣潘捷列伊蒙。
该堂仍保留极少数拜占庭时期壁画、奥斯曼时期叫拜楼的底座和大理石喷泉。